# Linguaggio dei fiori

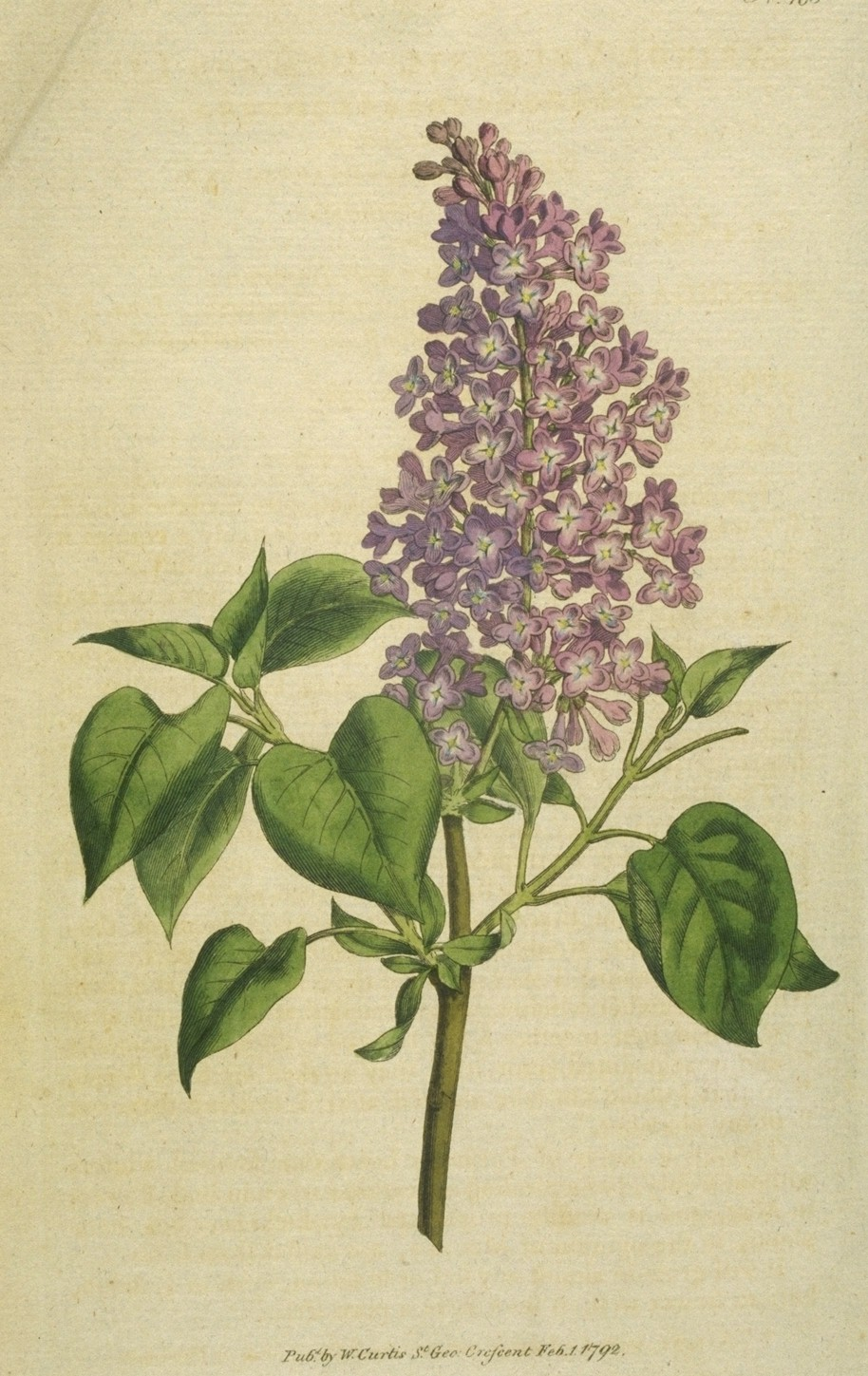
Lillà, simboleggiante "prime emozioni d'amore" nel linguaggio dei fiori.

Il cosiddetto linguaggio dei fiori, conosciuto anche come florigrafia, fu un modo di comunicazione piuttosto sviluppato nell'Ottocento, in cui i fiori e gli allestimenti floreali venivano utilizzati per esprimere sensazioni che non sempre potevano essere pronunciate. Il linguaggio dei fiori giapponese è chiamato hanakotoba.
Le sfumature del linguaggio sono oggi quasi del tutto dimenticate ma le rose rosse implicano ancora la passione, l'amore romantico, le rosa un affetto minore, le bianche virtù e castità mentre le gialle significano ancora gelosia o infedeltà. Mentre queste possono non essere le esatte traduzioni dei sentimenti Vittoriani, i fiori mantengono ancora il significato.
Anche comunemente conosciuti sono i girasoli, i quali possono significare o sussiego o rispetto, la margherita significa innocenza o purezza, l'iris rappresenta un messaggio inviato, la viola significa pensieri, un tulipano riguardo e un filo di edera fedeltà, i gigli rappresentano la purezza, le violette il perdono e le calendule il pentimento.

## Attribuzione di significato ad alcuni fiori
L'attribuzione di un significato simbolico ai fiori e alle piante risale fin all'antichità e nel Medioevo e nel Rinascimento ai fiori si attribuirono spesso significati morali. Tuttavia è con l'Ottocento che l'interesse per il linguaggio dei fiori assume il massimo sviluppo, legato alla comunicazione dei sentimenti, tanto che si diffuse un'editoria specializzata nella stampa dei flower books, elegantemente illustrati con incisioni e litografie.
Tale linguaggio fu introdotto da Mary Wortley Montagu, moglie dell'ambasciatore inglese a Costantinopoli, dopo il suo soggiorno nella capitale turca negli anni 1716-1718. Nelle sue lettere, pubblicate nel 1763, ella riferiva dell'usanza - chiamata selam - di attribuire significati simbolici a ogni sorta di oggetti, e in particolare ai fiori, ai frutti e alle piante.
In Europa seguirono diversi libri e dizionari dedicati all'argomento, come l'Abécédaire de flore, ou language des fleurs, pubblicato a Parigi nel 1811, Flowers: their Use and Beauty, in Language and Sentiment, edito a Londra nel 1818 o Le Language des Fleurs, pubblicato a Parigi nel 1819 sotto il nome di Charlotte de Latour, pseudonimo, sembra, di Louise Cortambert, moglie del geografo e bibliotecario parigino François Eugène. Fu un libro particolarmente fortunato, che ebbe parecchie edizioni, arricchite da litografie tratte dai disegni floreali di Pancrace Bessa.
| Fiore                                                      | Fiore                                            | Significato                                               |
| Abete (Abies)                                              | Abete (Abies)                                    | Elevazione                                                |
| Acacia (Acacia)                                            | Acacia (Acacia)                                  | Amore Segreto                                             |
| Acanto (Acanthus)                                          | Acanto (Acanthus)                                | Arte                                                      |
| Acero (Acer)                                               | Acero (Acer)                                     | Riservatezza                                              |
| Achillea (Achillea)                                        | Achillea (Achillea)                              | Guerra                                                    |
| Adonide (Adonis)                                           | Adonide (Adonis)                                 | Ricordo doloroso                                          |
| Agnocasto (Vitex agnus-castus)                             | Agnocasto (Vitex agnus-castus)                   | Castità, freddezza                                        |
| Agrifoglio (Ilex aquifolium)                               | Agrifoglio (Ilex aquifolium)                     | Previdenza                                                |
| Agrimonia (Agrimonia)                                      | Agrimonia (Agrimonia)                            | Gratitudine                                               |
| Alisso (Alyssum)                                           | Alisso (Alyssum)                                 | Tranquillità                                              |
| Alloro (Laurus nobilis)                                    | Alloro (Laurus nobilis)                          | Gloria                                                    |
| Aloe (Aloe)                                                | Aloe (Aloe)                                      | Dolore                                                    |
| Amamelide (Hamamelis virginiana)                           | Amamelide (Hamamelis virginiana)                 | Un incantesimo                                            |
| Amaranto (Amaranthus)                                      | Amaranto (Amaranthus)                            | Immortalità                                               |
| Amarillide                                                 | Amarillide                                       | Fierezza                                                  |
| Ananas                                                     | Ananas                                           | Perfezione                                                |
| Anemone                                                    | Anemone                                          | Abbandono                                                 |
| Angelica                                                   | Angelica                                         | Ispirazione                                               |
| Antirrino                                                  | Antirrino                                        | Presunzione                                               |
| Aquilegia                                                  | Aquilegia                                        | Follia                                                    |
| Arancio                                                    | Arancio                                          | Castità                                                   |
| Artemisia                                                  | Artemisia                                        | Beatitudine                                               |
| Asfodelo                                                   | Asfodelo                                         | Rimpianto                                                 |
| Asperella                                                  | Asperella                                        | Rudezza                                                   |
| Assenzio                                                   | Assenzio                                         | Assenza                                                   |
| Aster                                                      | Aster                                            | Varietà                                                   |
| Biancospino                                                | Biancospino                                      | Dolce Speranza                                            |
| Bosso                                                      | Bosso                                            | Costanza                                                  |
| Cactus                                                     | Cactus                                           | Amore Appassionato                                        |
| Erba fumaria (Adoxa moschatellina)                         | Erba fumaria (Adoxa moschatellina)               | Fragilità                                                 |
| Grano (Triticum)                                           | Grano (Triticum)                                 | Ricchezza e prosperità                                    |
| Ginestra                                                   | Ginestra                                         | Umiltà; Amore in tutte le stagioni                        |
| Giunco di palude                                           | Giunco di palude                                 | Docilità                                                  |
| Ranuncolo (Ranunculus)                                     | Ranuncolo (Ranunculus)                           | Ricchezze                                                 |
| Cavolo                                                     | Cavolo                                           | Profitto                                                  |
| Camellia japonica                                          | Camellia japonica                                | Vera eccellenza                                           |
| Campanula                                                  | Campanula                                        | Gratitudine                                               |
| Garofano                                                   |                                                  |                                                           |
| Rosa                                                       | Amore femminile, affetto                         |                                                           |
| Bianco                                                     | Fedeltà eterna, amore reciproco. Sdegno          |                                                           |
| Rosso                                                      | Amore ardente e passionale. Rabbia, risentimento |                                                           |
| Giallo                                                     | Indecisione e incertezza dei propri sentimenti   |                                                           |
| A Righe                                                    | Rifiuto                                          |                                                           |
| Ciliegio fiore                                             |                                                  |                                                           |
| Una buona educazione                                       |                                                  |                                                           |
| Bellezza femminile, sessualità, criterio e amore (In Cina) |                                                  |                                                           |
| Caducità di vita (In Giappone)                             |                                                  |                                                           |
| Castagna                                                   | Castagna                                         | Fammi giustizia                                           |
| Crisantemo                                                 |                                                  |                                                           |
| Rosso                                                      | Io amo                                           |                                                           |
| Giallo                                                     | Leggermente amato                                |                                                           |
|                                                            | Fiore dei morti (in Italia)                      |                                                           |
| Coreopsis                                                  | Coreopsis                                        | Sempre allegro                                            |
| Primula odorosa                                            | Primula odorosa                                  | Bellezza vincente                                         |
| Trifoglio                                                  |                                                  |                                                           |
| Rosso                                                      | Attività                                         |                                                           |
| Bianco                                                     | Promessa                                         |                                                           |
| Narciso                                                    | Narciso                                          | Incertezza, cavalleria, rispetto, o amore non corrisposto |
| Dalia                                                      | Dalia                                            | Eleganza e dignità                                        |
| Dente di leone (Taraxacum officinale)                      | Dente di leone (Taraxacum officinale)            | Civetteria                                                |
| Fiore di Sambuco                                           | Fiore di Sambuco                                 | Compassione                                               |
| Finocchio (Foeniculum vulgare)                             | Finocchio (Foeniculum vulgare)                   | Forza                                                     |
| Non ti scordar di me                                       | Non ti scordar di me                             | Amore vero                                                |
| Gardenia                                                   | Gardenia                                         | Sincerità                                                 |
| Geranio (Pelargonium)                                      | Geranio (Pelargonium)                            | Gentilezza                                                |
| Glicine (Wisteria)                                         | Glicine (Wisteria)                               | Amicizia                                                  |
| Erba                                                       | Erba                                             | Sottomissione                                             |
| Girasole                                                   | Girasole                                         | Devozione, false ricchezze, solarità, gioia               |

| Fiore                          | Fiore                                             | Significato                                                |
| Malvarosa (Alcea rosea)        | Malvarosa (Alcea rosea)                           | Ambizione                                                  |
| Semprevivo                     | Semprevivo                                        | Economia domestica                                         |
| Edera (Hedera helix)           | Edera (Hedera helix)                              | Dipendenza                                                 |
| Erica                          | Erica                                             | Solitudine                                                 |
| Lavanda                        | Lavanda                                           | Sfiducia                                                   |
| Limone, fiore (Citrus × limon) | Limone, fiore (Citrus × limon)                    | Discrezione                                                |
| Lattuga (Lactuca sativa)       | Lattuga (Lactuca sativa)                          | Cuore di ghiaccio                                          |
| Lichene                        | Lichene                                           | Solitudine                                                 |
| Lillà (Syringa vulgaris)       | Lillà (Syringa vulgaris)                          | Fastidioso                                                 |
| Giglio (Lilium)                |                                                   |                                                            |
| Bianco                         | Purezza                                           |                                                            |
| Scarlatto                      | Aspirazioni di nobil animo                        |                                                            |
| Tiglio                         | Tiglio                                            | Amore coniugale                                            |
| Lobelia                        | Lobelia                                           | Malevolenza                                                |
| Amaranthus caudatus            | Amaranthus caudatus                               | Disperazione                                               |
| Magnolia                       | Magnolia                                          | Amore della natura                                         |
| Calendula                      | Calendula                                         | Dolore e tristezza                                         |
| Maggiociondolo                 | Maggiociondolo                                    | Benvenuto                                                  |
| Mignonette                     | Mignonette                                        | Valore                                                     |
| Menta                          | Menta                                             | Sospetto                                                   |
| Rosa muscosa                   | Rosa muscosa                                      | Confessione d'amore                                        |
| Verbascum                      | Verbascum                                         | Buona natura                                               |
| Nasturzio                      | Nasturzio                                         | Patriottismo                                               |
| Quercia foglia                 | Quercia foglia                                    | Forza                                                      |
| Avena                          | Avena                                             | Musica                                                     |
| Olivo                          | Olivo                                             | Pace                                                       |
| Orchidea                       | Orchidea                                          | Totale dedizione                                           |
| Margherita                     | Margherita                                        | Pazienza                                                   |
| Peonia                         | Peonia                                            | Vergogna                                                   |
| Pera fiore                     | Pera fiore                                        | Amicizia durevole                                          |
| Papavero (bianco)              | Papavero (bianco)                                 | Sogni                                                      |
| Rosa                           |                                                   |                                                            |
| Rosso                          | Passione                                          |                                                            |
| Blu                            | Mistero                                           |                                                            |
| Bianco                         | Purezza, silenzio o innocenza, reverenza e umiltà |                                                            |
| Nero                           | Morte, odio, addio                                |                                                            |
| Giallo                         | Gelosia, amore morente, infedeltà, vergogna       |                                                            |
| Rosa                           | Amicizia, grazia                                  |                                                            |
| Rosa scuro                     | Gratitudine                                       |                                                            |
| Rosa chiaro                    | Ammirazione, simpatia                             |                                                            |
| Borgogna                       | Bellezza                                          |                                                            |
| Corallo o Arancione            | Desiderio, passione                               |                                                            |
| Lavanda (viola)                | Amore a prima vista                               |                                                            |
| Rosso-Bianco                   | Unità                                             |                                                            |
| Rosso-Giallo                   | Gioia, felicità ed eccitamento                    |                                                            |
| Rosmarino                      | Rosmarino                                         | Ricordo                                                    |
| Ruta                           | Ruta                                              | Rimpianto                                                  |
| Sensitive Plant                | Sensitive Plant                                   | Sensibilità                                                |
| Bucaneve                       | Bucaneve                                          | Consolazione o speranza                                    |
| Stella di Betlemme             | Stella di Betlemme                                | Riconciliazione                                            |
| Paglia                         | Paglia                                            | Uniti                                                      |
| Rosa Balsamina                 | Rosa Balsamina                                    | Semplicità/ Ferire per curare                              |
| Stramonio                      | Stramonio                                         | Camuffamento                                               |
| Timo                           | Timo                                              | Parsimonia                                                 |
| Liriodendro                    | Liriodendro                                       | Celebrità                                                  |
| Tulipano                       |                                                   |                                                            |
| Rosso                          | Dichiarazione d'amore                             |                                                            |
| Giallo                         | Amore disperato                                   |                                                            |
| Viola                          |                                                   |                                                            |
| Blu                            | Fedeltà                                           |                                                            |
| Bianco                         | Modestia                                          |                                                            |
| Semi Alati (qualsiasi tipo)    | Semi Alati (qualsiasi tipo)                       | Messaggeri                                                 |
| Veccia                         | Veccia                                            | Mi stringo a te                                            |
| Viburno                        | Viburno                                           | Un attestato (dei propri sentimenti o della propria stima) |
| Zenzero                        | Zenzero                                           | Forza                                                      |